# Pavonia xanthogloea
Pavonia xanthogloea är en malvaväxtart som beskrevs av Erik Leonard Ekman. Pavonia xanthogloea ingår i släktet påfågelsmalvor, och familjen malvaväxter. Inga underarter finns listade i Catalogue of Life.